# Stéphanie de Windisch-Graetz (1939-2019)
Ne doit pas être confondu avec Stéphanie de Windisch-Graetz.
Stéphanie Maria Eva de Windisch-Graetz est une artiste peintre et photographe belge née à Bruxelles le 17 juillet 1939 et morte dans la même ville le 12 juillet 2019,.

## Biographie
Stéphanie de Windisch-Graetz a passé son enfance au Kenya. À l'âge de 16 ans, elle déménage à Vienne (Autriche).
Elle est un temps modèle de mode. Une activité de reporter est l'occasion de nombreux voyages en Belgique, Pays-Bas, Allemagne, Italie, Grèce, Grande-Bretagne, États-Unis, Inde, Népal, Brésil.
En 1976 et 1977, elle voyage avec sa mère en Afghanistan, au Cachemire et au Ladakh. De leur observation des populations et des religions locales, elles feront un livre, illustré de photos, Trésors de l'Himalaya, publié en 1982.
Fin des années 1970, Stéphanie signe un contrat avec la M.G.M. à Vienne pour réaliser une galerie de portraits d'acteurs en vogue : Cornel Wilde, Lloyd Bridges, José Ferrer, Rex Harrison, Ian Mac Shane, Sylvia Kristel, Olivia de Haviland et Ursula Andress. Ces travaux feront l'objet d'une exposition à Vienne en 1979. Passionnée par la photographie, elle réalisera aussi d'autres portraits, éclairés à la seule lueur de chandelles, obtenant une luminosité particulière tirant sur le jaune et des effets de clair-obscur originaux.
Parallèlelement, un voyage dans les îles Faren[Où ?] dans les années 1970 et la découverte des oiseaux l'amènent à la peinture, en particulier d'oiseaux de proie ; ses peintures seront régulièrement exposées à New York, Paris, Bruxelles, etc.
En 1986, Stéphanie crée à Amsterdam une « Fondation Windisch-Graetz » qui vise en particulier la protection de l'enfance. C'est dans ce cadre que sont créées deux associations, les «Cliniclowns» (1991) et «Enfants sans Frontières». La première, inspirée d'initiatives américaines, propose un accompagnement thérapeutique de clowns spécialisés aux enfants hospitalisés pour des maladies graves ; la seconde vise la protection de l'enfance, en particulier face à la pauvreté, les catastrophes naturelles, la guerre, les génocides et l'exploitation et participe en particulier à la création de structures d’accueil en Russie, en Mongolie et en Asie Centrale.
En 1988, elle achète le château de Bierbais pour 5,5 millions de francs belges, couverts par un emprunt auprès de la banque Anhyp. Avec une quarantaine d'artistes, elle entreprend la restauration du château, qui devient un lieu de rencontre pour artistes et étudiants. Dans une tour annexe du château elle envisage d'héberger des enfants défavorisés. Peu attachée aux questions matérielles et financières, la princesse s'endette, l'équilibre financier de ces projets n'est jamais atteint et l'emprunt contracté pour l'achat du château finit par ne plus pouvoir être remboursé. En 1995, la banque procède à la vente publique du château. En 1997, le tribunal correctionnel de Nivelles prononce la dissolution judiciaire de l'ASBL Cliniclowns en raison de l'utilisation privée de fonds récoltés.
Stéphanie de Windisch-Graetz est morte à l'hôpital Saint-Pierre de Bruxelles le 12 juillet 2019, à la suite d'une opération au cœur. Ses funérailles sont célébrées à Bruxelles en l'église Saint-Jacques-sur-Coudenberg, le 22 juillet 2019, en présence, entre autres, de Laurent de Belgique et de Delphine Boël, avant son inhumation dans l'intimité familiale au cimetière d'Ixelles.

## Famille
Stéphanie de Windisch-Graetz est la fille de Franz-Joseph de Windisch-Graetz et de Ghislaine d’Arschot Schoonhoven.
Elle est ainsi la descendante de François-Joseph Ier d'Autriche, de son épouse Élisabeth de Wittelsbach (Sissi) et de Léopold II par son père, et de Boghos Nubar Pacha, grand-père de sa mère.
Elle a un frère, Guillaume, né le 19 novembre 1950 et décédé à Vienne au début des années 2010.
Elle a épousé Dermot Blundell-Hollinshead-Blundell (1935-2009) en 1967. Deux fils sont nés durant leur mariage, avant leur divorce en 1973.

## Expositions

### Peintures
- 1976, New York, Abbercrombie & Finch
- 1977, Paris, Musée de la Chasse
- 1980, Bruxelles, Galerie Art Animalier
- 1981, Ostende, Palais de la Culture
- 1998, Biennale de Malte
- 1999, Paris, Espace Cardin
- 2000, Ostende, Thermale Palace
- 2002, Knokke, Galerie Berko
- 2003, Bruxelles, WWF
- 2004, Glabbeek, Maison communale
- 2004, Anvers, B.I.B.

### Photographies
- 1978, Knokke, Plan Gallery
- 1979, Vienne, Müseum fur angewande Kunste, puis Künstlerhaus
- 1980, Bruxelles, General Lotz Gallery
- 2000, Bruxelles, Le Pic Vert
- 2001, Paris, Espace Cardin
- 2002, Saint-Petersbourg, Yécaguen Palace
- 2002, Luxembourg, Le Cercle Munster
- 2004, Glabbeek, Maison communale
- 2004, Anvers, B.I.B.

## Livres
- Stéphanie et Ghislaine de Windisch-Graetz, Trésors de l'Himalaya : Cachemire, Ladakh, Népal, Lausanne et Paris, La bibliothèque des arts, 1982  (ISBN 2-85047-028-7).
- Magie der Stille, photographies de Stéphanie de Windisch-Graetz, Allemagne, Mosaik verlag, 1988  (ISBN 3576007660). Consacré au mime Samy Molcho
- Hans Christian Andersen, La Petite Fille aux allumettes, adaptation libre par Stéphanie de Windisch-Graetz, sur une ébauche de Xavier Christiaens, Bruxelles, Stéphanie de Windisch-Graetz, 1999. Exemplaire disponible à la Bibliothèque Royale de Belgique.